# Mosteiro de São Marcos de Coimbra
O Mosteiro de São Marcos de Coimbra (séc. XV – ), atual Palácio de São Marcos, foi um convento masculino pertencente à Ordem de São Jerónimo. Situa-se perto de Tentúgal, na quinta de São Marcos, freguesia de São Silvestre, município e diocese de Coimbra.
Criado no século XV, o mosteiro foi extinto no século XIX, passando para a mão de privados. O conjunto de edifícios foi alvo de extensas obras de renovação e ampliação entre os séculos XV e XX. Adaptado durante algum tempo, de 1954 a 1976, como residência palaciana dos pretendentes exilados ao trono de Portugal, o Mosteiro de São Marcos encontra-se presentemente sob a tutela da Universidade de Coimbra. 
Devido à sua excepcional riqueza patrimonial, o Mosteiro de São Marcos de Coimbra está classificado como Monumento Nacional.

## Historial
A edificação religiosa primitiva, anterior à edificação do mosteiro, foi uma pequena ermida, instituída em 1441 por testamento de João Gomes da Silva (alferes-mor do reino, filho de Gonçalo da Silva, alcaide-mor de Montemor-o-Velho), a cujo filho, Aires Gomes da Silva, D. Afonso V confiscou todos os bens por ter apoiado o Infante D. Pedro, seu opositor na guerra civil que terminaria na batalha de Alfarrobeira.

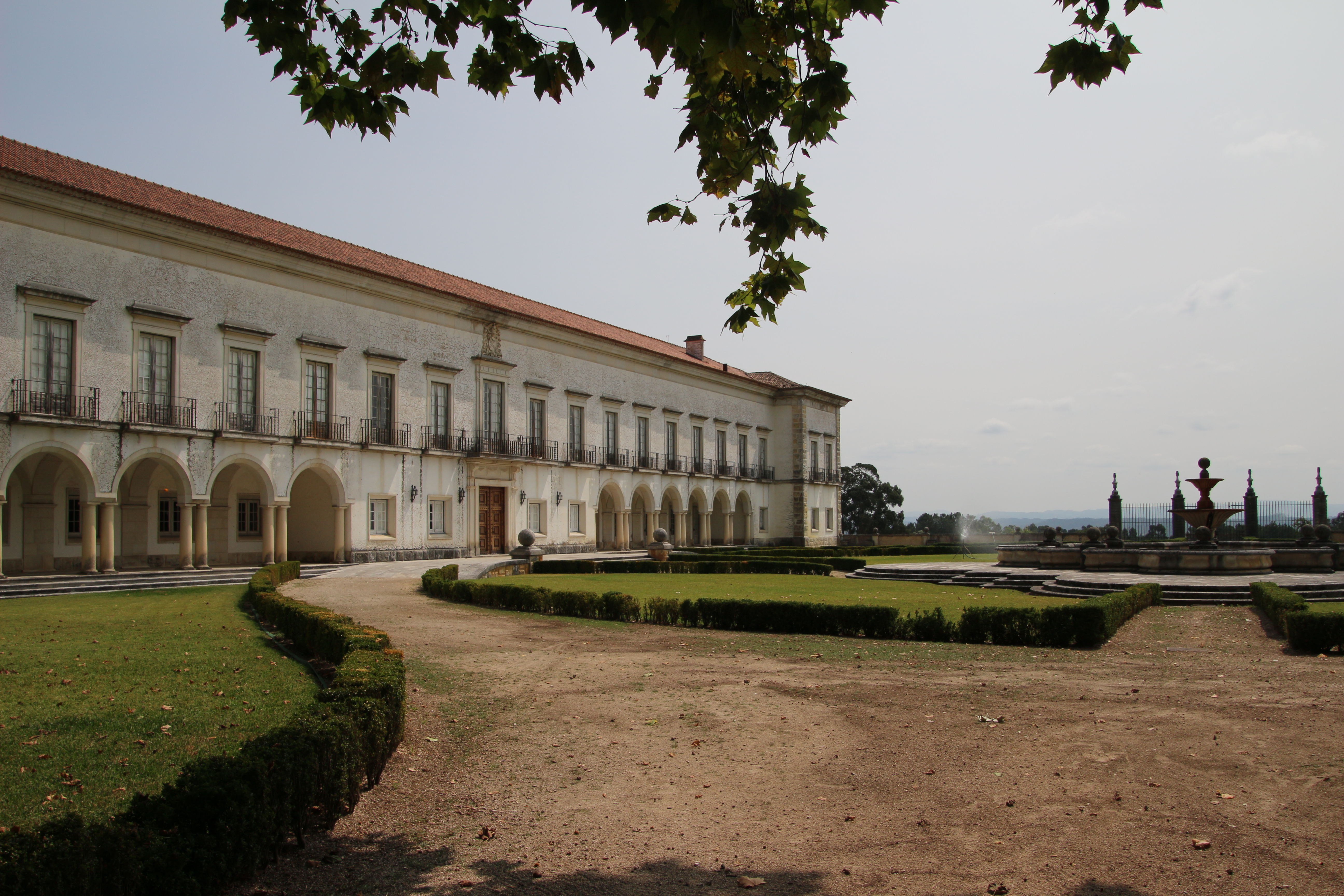
Palácio de São Marcos

Em 1451 D. Afonso V restituiu todos os bens confiscados à viúva de Aires Gomes da Silva, D. Brites de Meneses (aia da rainha). D. Brites concedeu aos monges do Mato e de Penha Longa as terras que possuía em São Marcos para que aí fundassem um mosteiro, cuja igreja haveria de tornar-se no panteão dos Silvas. Ela própria o terá dotado, em 1458, para ir aí viver e vindo aí a falecer em 1466
Mestre Gil de Sousa, arquiteto do rei, orientou o primeiro ciclo das obras de construção, desde cerca de 1452 até à data da sua morte, doze anos mais tarde, tendo sido sepultado na igreja. As obras iriam continuar sob a direcção de Nuno Gonçalves, um pedreiro do vizinho lugar de Zouparria. Nas sucessivas empreitadas de renovação e ampliação levadas a cabo ao longo dos tempos haveria de participar um notável conjunto de escultores e arquitetos que aí realizaram obas de vulto, entre os quais Diogo Pires-o-Velho, Diogo Pires-o-Moço, Nicolau Chanterene, Diogo de Castilho e João de Ruão.
O claustro está de acordo com a tipologia dos claustros da renascença coimbrã. No primeiro quartel do século XVI (1510; 1522-23) foram executadas obras importantes que alteraram a feição arquitetónica do edifício (portal; capela-mor…). Entre as outras obras de renovação/ampliação da igreja destaque-se a construção da capela dos Reis Magos (segunda metade do século XVI), e a construção da frontaria (século XVIII).
Depois de extintas as ordens religiosas (1834), o convento foi adquirido por um particular e, em 1860, grande parte das edificações foram destruídas por um incêndio, com exceção da igreja e da casa da botica. Os edifícios em ruína foram recuperados em meados do século XX (direção do arquiteto Castro Ferreira; projeto inspirado nas casas seiscentistas), após aquisição do conjunto pela Fundação da Casa de Bragança. Presentemente o Mosteiro de São Marcos é propriedade do Estado, encontrando-se confiado à Universidade de Coimbra, para exploração, por um período de tempo limitado.

## Igreja
A Igreja de São Marcos está classificada como Monumento Nacional (decreto n.º 28 536, DG, I Série, n.º 66, de 22-03-1938; decreto de 16-06-1910, DG, n.º 136, de 23-06-1910). Tem planta longitudinal, apresentando um portal em estilo manuelino com decoração naturalista.
Na capela-mor, concebida por Diogo de Castilho, destaque-se a abóbada de nervuras, o retábulo do altar-mor, em pedra policromada (1522-23; de Nicolau Chanterene), e o acervo de túmulos: à esquerda, o da fundadora do convento, D. Brites de Menezes (de autor desconhecido) e os de Aires Gomes da Silva e Gonçalo Gomes da Silva (de Diogo-Pires-o-Moço); à direita, o de João da Silva (de João de Ruão).
Na nave da igreja, em frente ao púlpito (de Diogo Pires-o-Moço), encontra-se o túmulo de Fernão Teles de Menezes (de Diogo Pires-o-Velho), num tratamento típico do gótico flamejante. Anexa à nave abre-se-se a capela dos Reis Magos (segundo Pedro Dias, a conceção desta capela e o essencial da escultura que incorpora poderão ser de João de Ruão e/ou da sua oficina). De características renascentistas – com pórtico em arco redondo, envolvido por pilastras, colunelos, medalhões e com cobertura cupular assente em cornija circular –, a capela acolhe, frente a frente, os túmulos de Aires Gomes da Silva-o-Velho e o de Diogo da Silva e sua esposa (todos datados c. 1572).
Por sua mãe ser desta nobre família Silva, aqui jaz sepultado André de Almada, mas, numa campa rasa devido à sua simplicidade de padre jesuíta

## Galeria

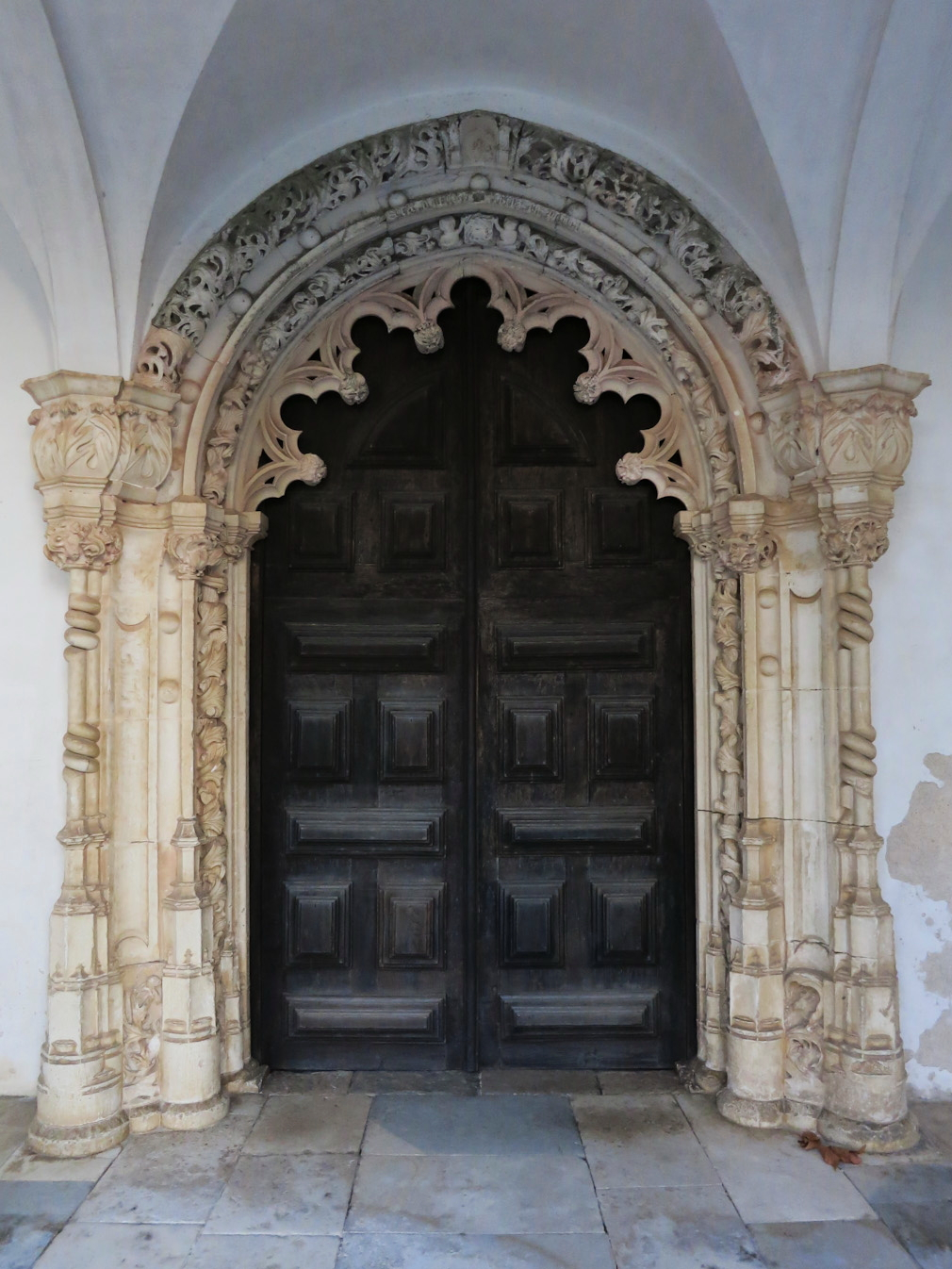
Portal manuelino
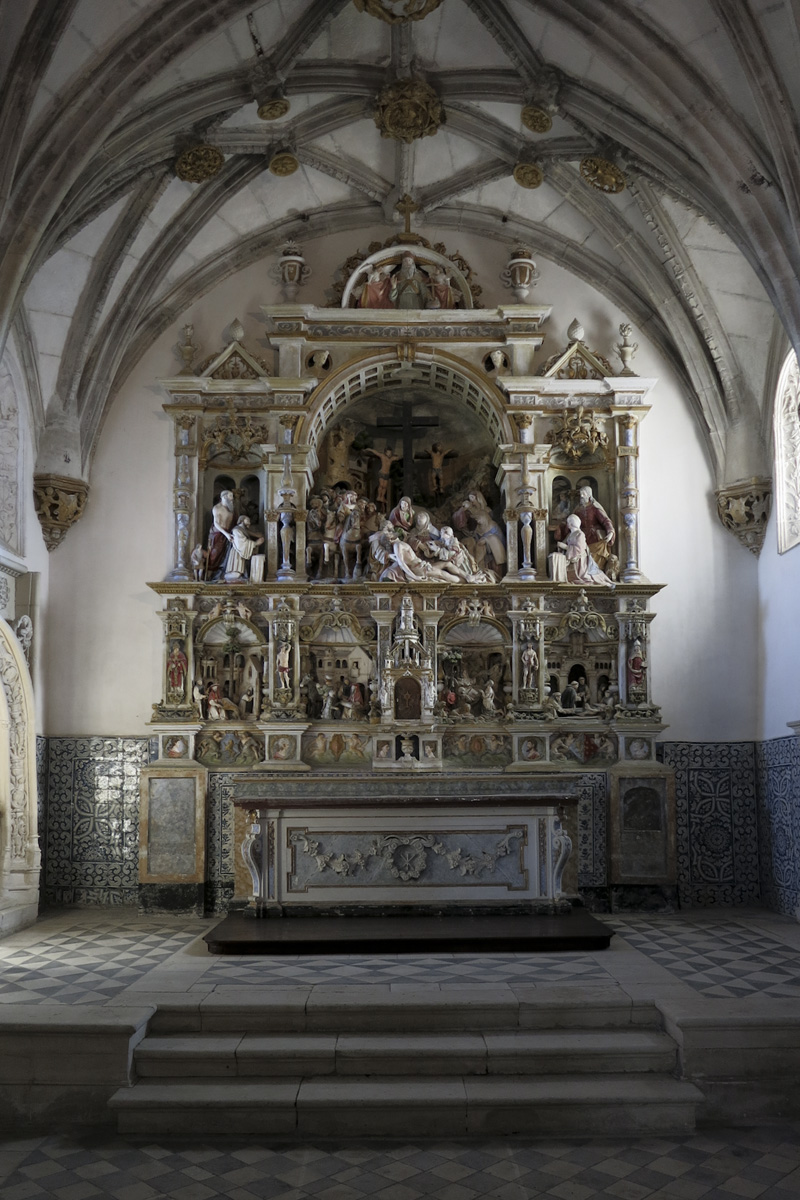
Diogo de Castilho, Capela-mor; Nicolau Chanterene, Retábulo, 1522-23
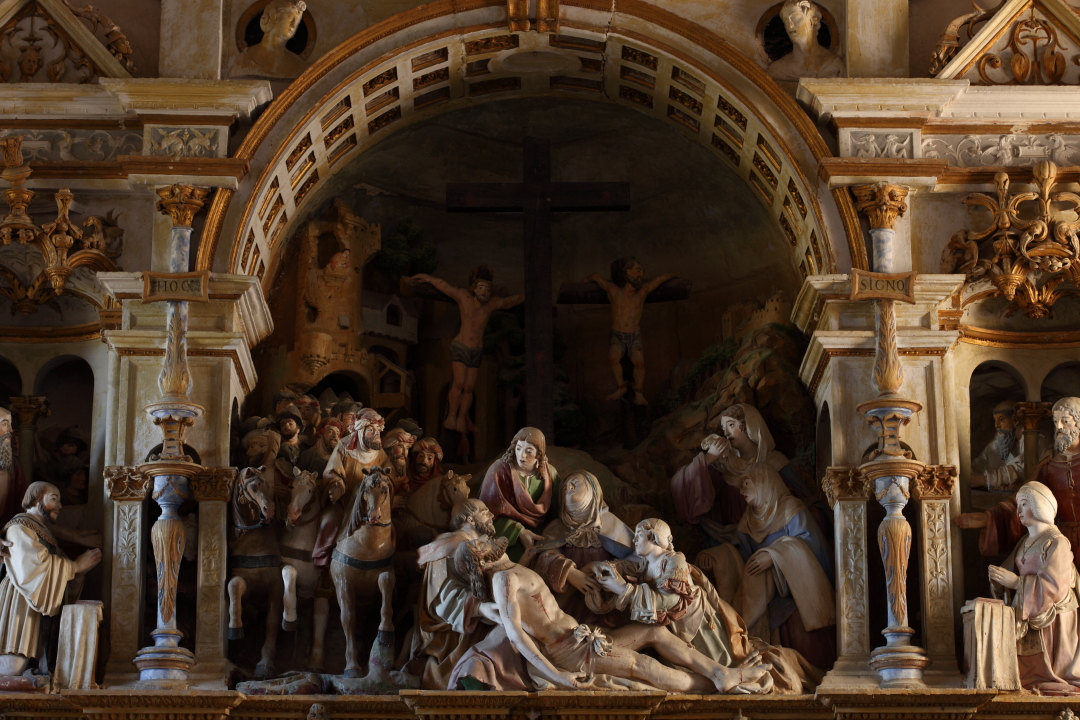
Nicolau Chanterene, Retábulo (pormenor), 1522-23, calcário policromado
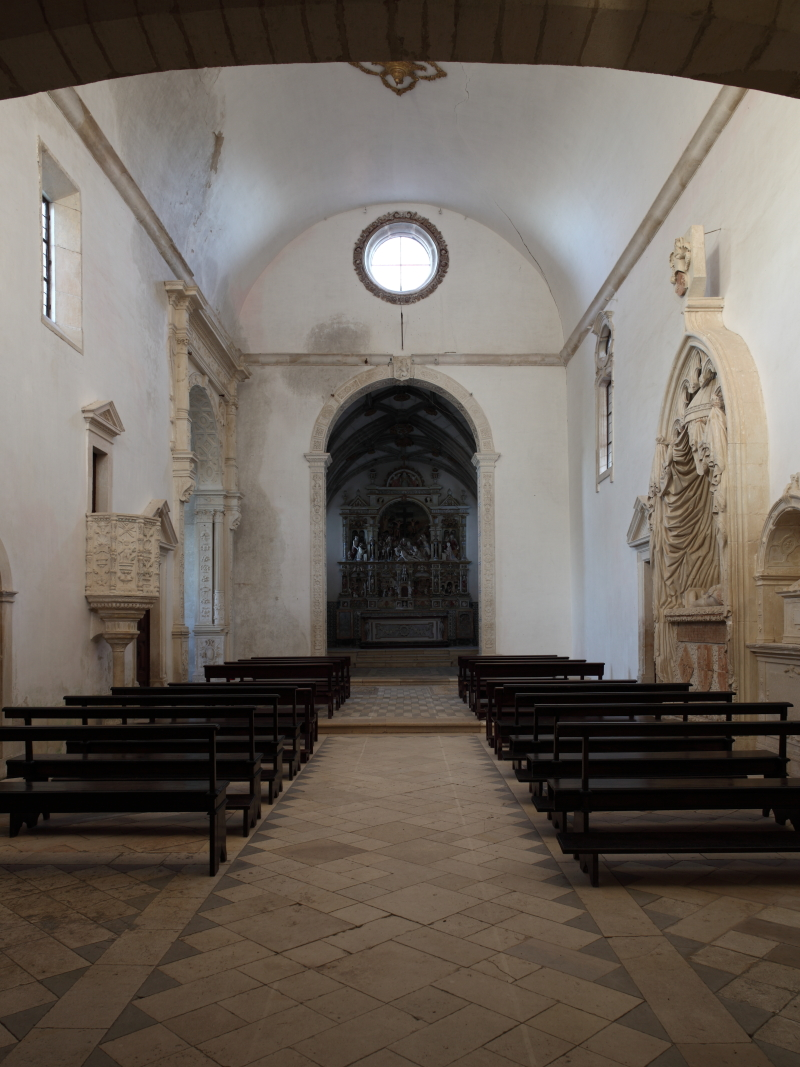
Interior da igreja
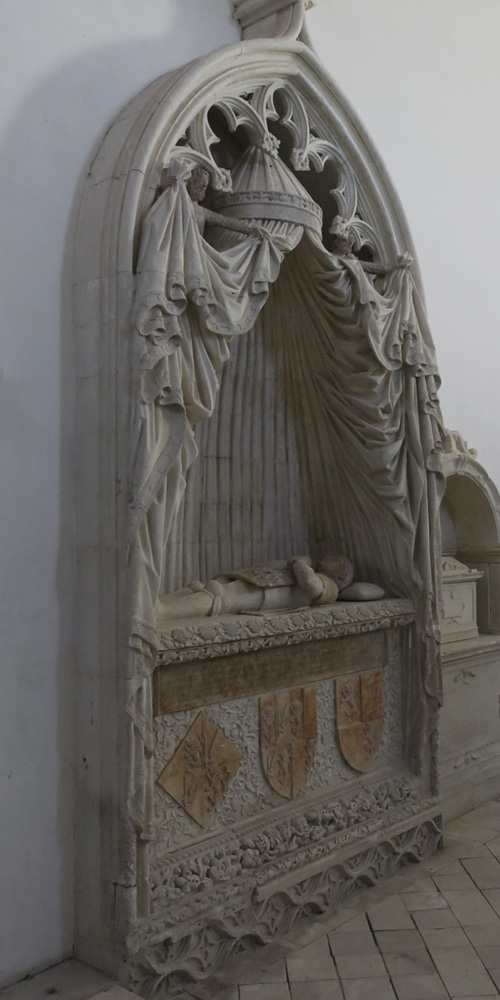
Diogo Pires-o-Velho, Túmulo de Fernão Teles de Meneses, calcário com vestígios de policromia
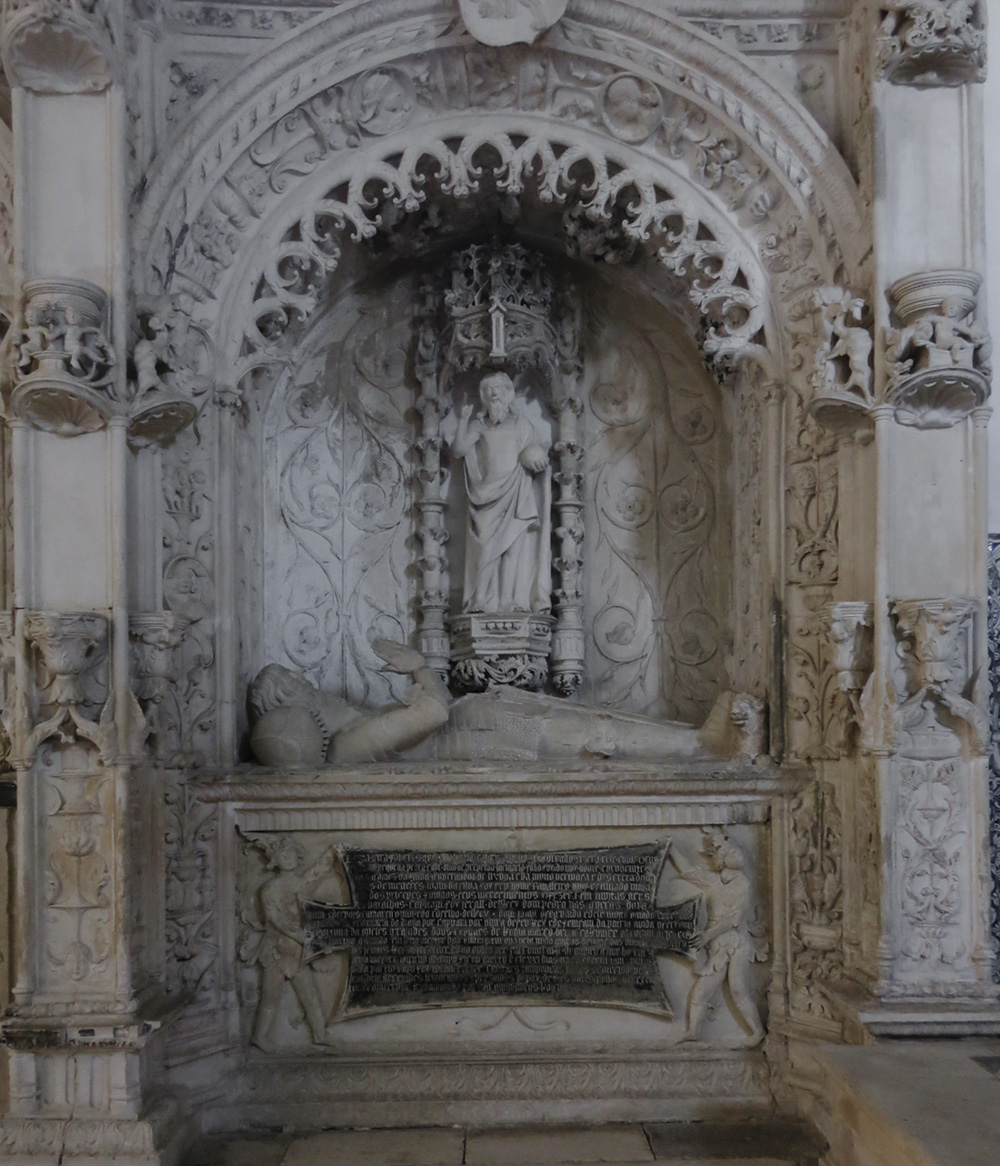
Diogo Pires-o-Moço, Túmulo de Aires Gomes da Silva, calcário
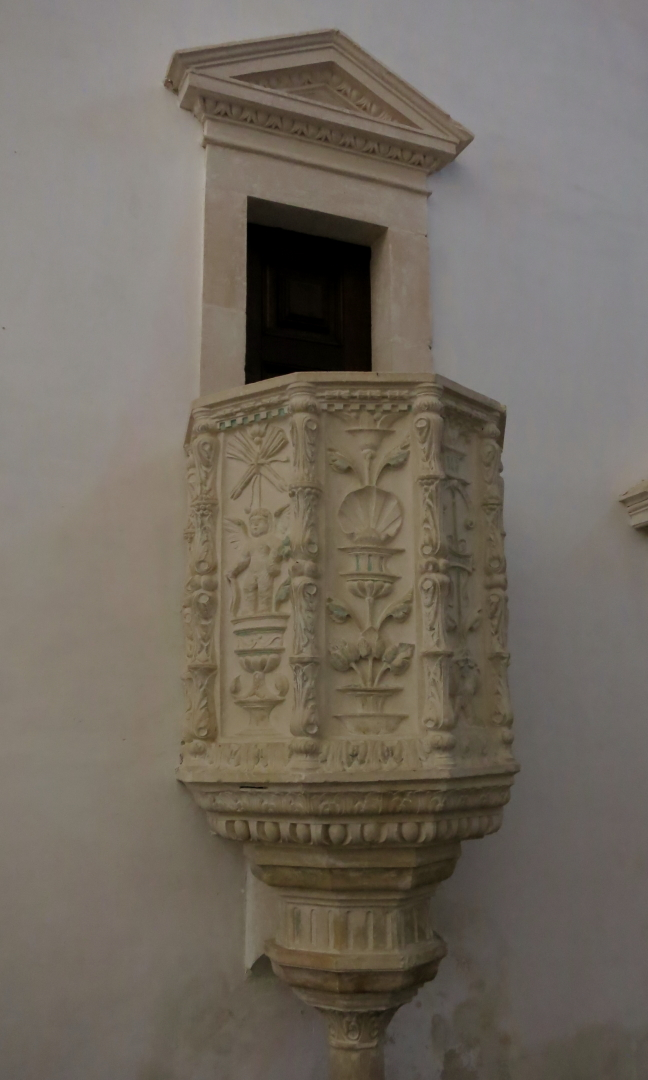
Diogo Pires-o-Moço, Púlpito, calcário
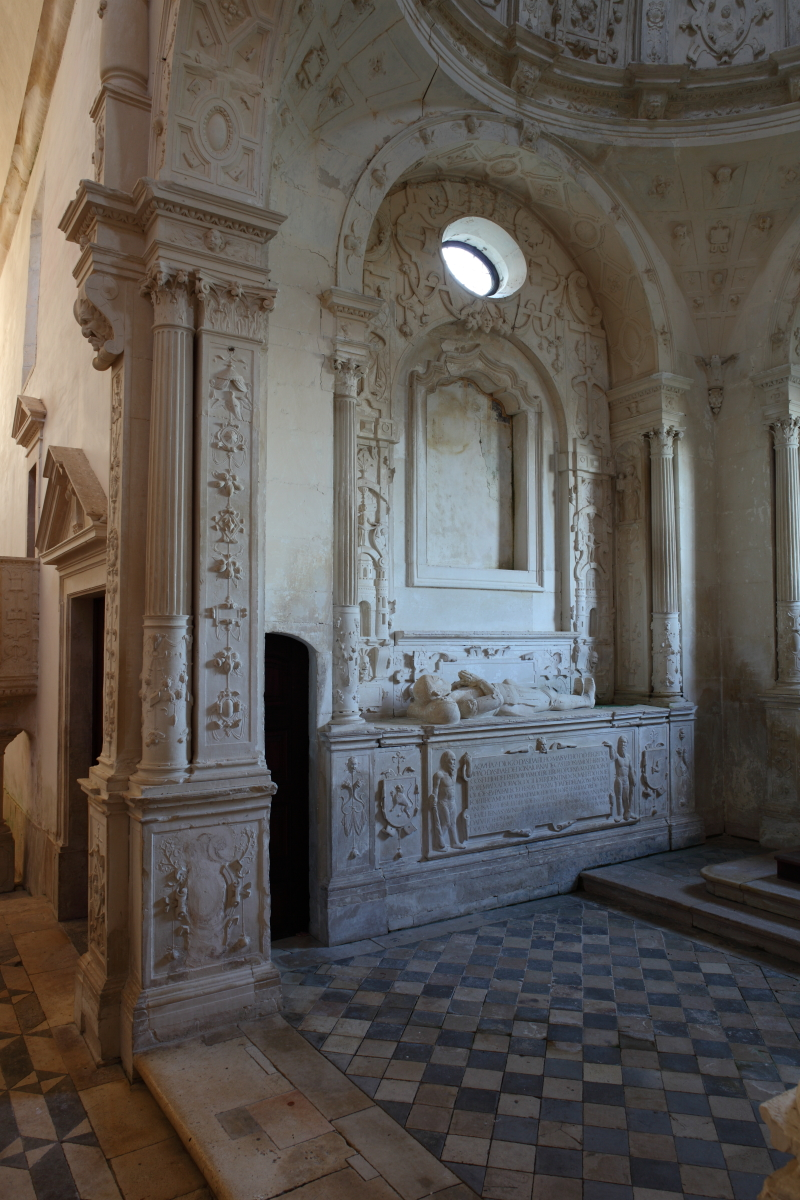
Capela dos Reis Magos (oficina de João de Ruão?); túmulo de Diogo da Silva e sua esposa
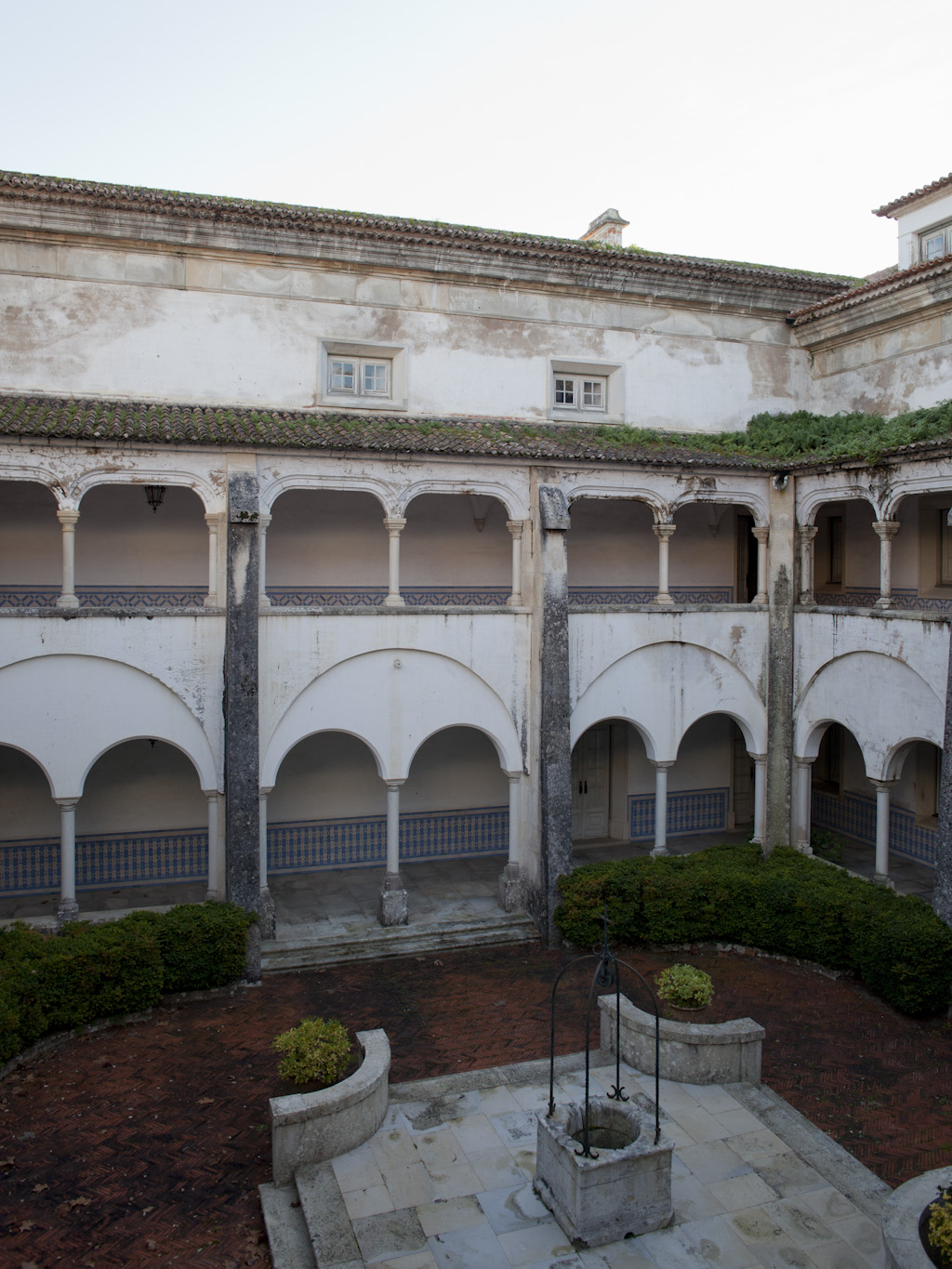
Claustro